# Xanthorhoe iberica
Xanthorhoe iberica är en fjärilsart som beskrevs av Otto Staudinger 1901. Xanthorhoe iberica ingår i släktet Xanthorhoe och familjen mätare. Inga underarter finns listade i Catalogue of Life.